# Eleccions presidencials de Mongòlia de 2013
Les eleccions presidencials de Mongòlia de 2013 van ser unes eleccions presidencials que es van celebrar el 26 de juny de 2013 a Mongòlia. El llavors president Tsakhiagiin Elbegdorj, candidat del Partit Democràtic, va ser reelegit, derrotant al diputat Badmaanyambuugiin Bat-Erdene, candidat del Partit del Poble de Mongòlia, i a Natsagiin Udval, candidat del Partit Revolucionari del Poble de Mongòlia i ministre de Sanitat en el moment de les eleccions. Elbegdorj va prendre possessió el 10 de juliol de 2013 per al seu segon mandat presidencial.
Tant Elbegdorj com Bat-Erdene van comptar amb el suport de la població urbana d'Ulan Bator; Bat-Erdene tenia més seguidors conservadors i el president en funcions tenia el suport de la classe mitjana. Elbegdorj va guanyar les eleccions amb el 50,9% dels vots populars, un marge de gairebé el 9% sobre Bat-Erdene. El tercer candidat va rebre el 6,6% dels vots populars.
La reelecció d'Elbegdorj va mantenir al Partit Democràtic en el poder, tant en la presidència com en el Gran Jural de l'Estat.

## Sistema electoral
Les eleccions es van celebrar mitjançant el sistema de segona volta; si cap candidat hagués obtingut la majoria dels vots en la primera volta, se celebraria una segona. En cas necessari, la segona volta se celebraria el 10 de juliol de 2013. Només els partits amb escons en el Gran Khural Estatal podien designar candidats.
Les eleccions van ser les primeres en les quals es va permetre votar als mongols residents a l'estranger, estimant-se en 39.800 el nombre de ciutadans mongols que vivien fora de Mongòlia en el moment de les eleccions. Des de les eleccions parlamentàries de 2012 s'havien dut a terme altres reformes, entre elles la limitació dels diners gastats pels candidats en campanya i publicitat. Igual que en les eleccions de 2012, en les presidencials es van utilitzar màquines de votació electrònica de Dominion Voting Systems.

## Candidats
Tres partits podien presentar un candidat presidencial: el Partit del Poble de Mongòlia, el Partit Democràtic i el Partit Revolucionari del Poble de Mongòlia.